# Gaston Tarry
Gaston Tarry (27 septembre 1843 -  21 juin 1913) était un mathématicien français. Né à Villefranche-de-Rouergue, dans l'Aveyron, il a étudié en mathématiques spéciales au Lycée Saint-Louis à Paris, puis il a fait toute sa carrière en Algérie, dans l'administration, au Service des Contributions Diverses, jusqu'à sa retraite en 1902.
Sa contribution la plus célèbre est sa confirmation, en 1901, de la conjecture des 36 officiers de Leonhard Euler selon laquelle il n'existe pas de carré gréco-latin de taille 6×6.

## Autres contributions
- En géométrie, on doit à Tarry la définition de ce qu'on appelle le point de Tarry (en).
- Il est le premier à donner un carré trimagique connu[2],[3] : un carré magique est bimagique si la somme des carrés des nombres de chaque ligne, chaque colonne, et des diagonales est la même. Il est trimagique s'il est bimagique et si la somme des cubes des nombres de chaque ligne, chaque colonne, et des diagonales est la même. Tarry a trouvé un carré trimagique de taille 128. Il a cherché, sans le trouver, un carré tétramagique. Un tel carré n'a été trouvé qu'en 2001.
- Il a publié en 1895 une solution au problème de trouver la sortie d'un labyrinthe[4]. Une solution antérieure, due à Trémaux, a été présentée par Lucas en 1881. La méthode de Tarry donne une approche différente qui correspond, dans la terminologie actuelle, à un parcours en profondeur.
- Tarry a aussi donné une méthode pour déterminer le nombre de circuits eulériens dans un graphe[5].
- Il a contribué au problème de Prouhet-Tarry-Escott : il a trouvé notamment[6] une solution de taille 14 pour le degré 10 :

{\displaystyle 1^{k}+5^{k}+11^{k}+21^{k}+36^{k}+42^{k}+48^{k}+52^{k}+54^{k}+58^{k}+79^{k}+83^{k}+94^{k}+95^{k}=}
{\displaystyle 2^{k}+3^{k}+14^{k}+18^{k}+39^{k}+43^{k}+45^{k}+49^{k}+55^{k}+61^{k}+76^{k}+86^{k}+92^{k}+96^{k}}
pour {\displaystyle k=0,...,10}.
- Gaston Tarry a collaboré aux deux derniers livres écrits par Gabriel Arnoux.

Édouard Lucas rend populaire les travaux de Gaston Tarry dans trois de ses ouvrages :
- dans son livre  Théorie des Nombres[7] est expliqué le "théorème des carrefours (chapitre VII.- La géométrie de situation, no 62. Théorème des carrefours, pages 107-109).
- dans le tome IV de son livre Récréations mathématiques[8], un chapitre entier est consacré à la "Géométrie des Réseaux et le Problème des Dominos" de Gaston Tarry (volume IV, 6e récréation, pages 123-151).
- "La traversée des ménages modèles" et "La traversée du polygame", problèmes inventés et résolus par Gaston Tarry, présentés par Lucas dans L'Arithmétique Amusante[9] (note II, pages 198-202).